# Srbski križ
Srbski križ (srbsko cirilsko Cрпски крст, latinizirano: Srpski krst), znan tudi kot ognjila (srbsko cirilsko Оцила, latinizirano: Ocila), je eden izmed narodnih simbolov Srbije, ki se med drugim pojavi na grbu in zastavi Srbije. Križ temelji na tetragramskem emblemu bizantinske cesarske rodbine Paleologos. Tetragram je navadno rumen na rdečem polju medtem ko je srbska različica večinoma bela. 
Sestavlja ga Križ, ki je obdan s štirimi ognjiliI, v zgodnjih različicah štiri grške črke beta (Β). Srbska tradicija črke pripisuje srbskemu nadškofu svetemu Savi iz 13. stoletja, ognjila pa naj bi predstavljala štiri cirilične črke "S" (С), ki pomenijo slogan Samo sloga Srbina spasava (srbsko cirilsko Cамо слога Србина спасава, dob. Samo sloga reši Srbe). Srbski križ se v heraldiki pogosto pojavi skupaj s srbskim orlom, glavnim heraldičnim simbolom srbske narodne identitete.

## Zgodovina

### Zgodnja uporaba
Križi z ognjili so bili kot emblemi v uporabi že v rimskih časih. Nekateri zgodovinarji jih povezujejo z labarumom, praporom cesarja Konstantina Velikega. V 6. stoletju se križ s štirimi polji pojavi na bizantinskih kovancih. Simbol so prevzeli prvi križarji ob ljudski križarski vojni leta 1096.
Mihael VIII. Paleolog je simbol prevzel ob obnovitvi cesarstva. Križ je vseboval začetnice (štiri črke β) cesarskega slogana Paleologov, "Kralj kraljev, pomagaj kralju" (starogrško Βασιλεύ Βασιλέων Βασιλεί Βοήθει; Basileu Basileōn, Basilei Boithi). Uporabljal se je na zastavah in kovancih.  Pojavil se je tudi na divelionu (διβελλιον), glavnemu praporu, ki ga je Pseudo-Kodinos napačno opisal kot "križ z ognjili" (σταυρον μετα πυρεκβολων), in upodobil v delu Conosçimiento de todos los reynos (ok. 1350). Aleksander Solovjev je zapisal, da se črke v zahodni heraldiki ne uporabljalo.

### Srbski križ
Najstarejši zgodovinski vir o srbski različici križa je dečanska oljna svetilka (Dečanski polijelej), ki je bila darilo kralju Stefanu Milutinu, ustanovitelju samostana Visoki Dečani. Svetilka se trenutno nahaja v samostanu Prohorja Pčinjskega. Stojan Novaković je trdil, da se je kot narodni simbol križ začel uporabljati leta 1397, med vladavino Stefana Lazarevića, medtem ko je srbski zgodovinar Stanoje Stanojević trdil, da se je uveljavil leta 1345, ko je Stefan Dušan postal cesar. V srednjem veku se je na srbskem ozemlju uporabljala tako grška (z zaprtimi ognjili, β–B) kot srbska (z odprtimi ognjili, C-S) različica tetragramskega križa.
Zemljevid Gabriela de Vallsece iz leta 1439 za oznako Srbije uporablja tako srbski križ kot orla.

### Ilirski grbovniki
V Ilirskih grbovnikih je srbski križ prisoten v Grbovniku Korenić-Neorić (1595), kjer je grb Srbije (Svrbiae) prikazana kot bel križ na rdečem polju s štirimi ognjili. Grb rodbine Mrnjavčević je v zasnovi enak vendar z obratnimi barvami in srbskim orlom v sredi križa. Po Mavru Orbiniju, naj bi ga uporabljala kralj Vukašin Mrnjavčević in knez Lazar Hrebeljanović. Zatem se križ pojavi še v drugem beograjskem grbovniku (ok. 1600–1620), Fojniškem grbovniku (med 1675 in 1688), Grbovniku Stanislava Rubčiča (ok. 1700), in grbovniku Stemmatographia (1741), poleg teh pa se je pojavil še v mnogih tujih grbovnikih. 

### 17. stoletje do danes
Leta 1691 ustanovljena Karlovaška metropolija je križ uporabljala na pečatu.
Po srbski revoluciji se je križ pojavljal na vseh uradnih grbih Srbije z izjemo grba iz leta 1947, ki je vseboval ognjila vendar brez križa. Jugoslovanska vlada je križ odstranila, da "socialno in politično omeji verske skupnosti in vero v splošnem". Miloš Obrenović je srbski križ uporabil na vojni zastavi ob oblikovanju prvih enot redne vojske leta 1825.

## Galerija

### Zgodovinska uporaba

#### Zastave
- Revolucionarna Srbija (1804-1812)
- Kneževina Srbija (1835)
- Kneževina Srbija (1835–1882)
- Srbska vojvodina (1848–1849)
- Kraljevina Srbija (1882–1918)
- Srbska republika Krajina (1992–1995)
- Vzhodna Slavonija, Baranja in zahodni Srem (1995–1998)
- Republika Srbija (2004–2010)

#### Grbi in pečati
- Rodbina Mrnjačević
 (c. 1370)
- Srbsko cesarstvo na zemljevidu G. de Vallsece (1439)
- Srbija v Beograjskem grbovniku II 
 Belgrade Armorial II
 (c. 1600–1620)
- Srbi v delu Regno degli Slavi Mavra Orbinija  (1601)
- Srbija v Fojniškem grbovniku
 (1675–1688)
- Karlovaška Metropolija (1713)
- Karađorđeva Srbija (1805–1813)
- Knez Miloš I.
 (1817–1835)
- Kneževina Srbija
(1835–1882)
- Vojvodina Srbija in Temišvarski banat
(1849–1860)
- Kralj Milan I. (1878–1889)
- Kralj Peter I.
(1903–1918)
- Rodbina Obrenović (1882–1903)
- Rodbina Karađorđević
(1903–1918)
- Kraljevina Srbija (1882–1918)
- Kraljevina Jugoslavija (1918–1944)
- Vlada narodne osvoboditve (1941–1944)
- Socialistična republika Srbija (1947–1992) in Republika Srbija (1992–2004)
- Srbska republika Krajina (1992–1995)
- Republika Srpska (1992–2006)
- Vzhodna Slavonija, Baranja in zahodni Srem (1995–1998)
- FR Jugoslavija (1992–2003) in
Srbija in Črna gora (2003–2006)
- Republika Srbija (2004–2010)
- Republika Srbija (2004–2010)

### Trenutna uporaba

#### Državna uporaba
- Zastava Republika Srbije
- Veliki grb Republike Srbije
- Mali grb Republike Srbije

#### Regionalna uporaba
- Tradicionalna zastava Vojvodine
- Tradicionalni grb Vojvodine

#### Krajevna uporaba
- Aranđelovac (Srbija)
- Barajevo (Srbija)
- Kragujevac (Srbija)
- Ljubovija (Srbija)
- Mladenovac (Srbija)
- Rača (Srbija)
- Srpska Crnja (Srbija)
- Surdulica (Srbija)
- Varvarin (Srbija)
- Voždovac (Srbija)
- Vračar (Srbija)
- Zemun (Srbija)
- Zvezdara (Srbija)
- Gradiška
 (Republika Srpska, BiH)
- Istočno Novo Sarajevo
 (Republika Srpska, BiH)
- Kotor Varoš
 (Republika Srpska, BiH)
- Laktaši
 (Republika Srpska, BiH)
- Srbac
 (Republika Srpska, BiH)
- Šipovo
 (Republika Srpska, BiH)
- Višegrad
 (Republika Srpska, BiH)
- Staro Nagoričane
 (Severna Makedonija)

### Druge uporabe

#### Vojska
- Ramenski našitek na službenih uniformah srbske vojske
- Ramenski našitek na vojnih uniformah srbske vojske

##### Paravojaške organizacije
- Emblem Srbskega prostovoljnega korpusa (Ljotićevci)
(1941–1945)
- Emblem Srbske prostovoljne garde (Arkanovci)  (1990–1996)

#### Policija
- Emblem Helikoptrske enote policije Srbije
- Emblem Policijskega tehničnega direktorata

#### Obveščevalne službe
- Emblem Varnostno-informativne agencije
- Emblem Direktorija državne varnosti (1991-2002)

#### Redi in odlikovanja
- Sretenjski red
- Red za zasluge obrambe in varnosti

#### Znanost in umetnost
- Članska značka Srbske akademije znanosti in umetnosti

#### Vera
- Zastava Srbske pravoslavne cerkve
- Srbski križ na kupoli stolnice svetega Save v Beogradu

#### Šport
- Logotip Olimpijskega komiteja Srbije

#### Razno
- Srbska osebna izkaznica
- Srbska registrska tablica
- Črnogorska kapa
- Srbski božični kruh Česnica